# Down Boys
Down Boys è un singolo del gruppo musicale statunitense Warrant, il primo estratto dal loro album di debutto Dirty Rotten Filthy Stinking Rich nel 1989.
Il brano raggiunse il ventisettesimo posto della Billboard Hot 100 e la tredicesima posizione della Mainstream Rock Songs.

## Tracce
1. Down Boys – 3:58
2. Cold Sweat – 3:29

## Classifiche
| Classifica (1989)             | Posizione massima |
| ----------------------------- | ----------------- |
| Nuova Zelanda                 | 50                |
| Stati Uniti                   | 27                |
| Stati Uniti (mainstream rock) | 13                |